# Lucyna Ćwierczakiewiczowa
Lucyna Ćwierczakiewiczowa, nata Lucyna von Bachman (Varsavia, 17 ottobre 1829 – Varsavia, 26 febbraio 1901) è stata una scrittrice polacca, autrice di libri di cucina polacca.

## Biografia
Lucyna von Bachman nacque a Varsavia nel 1829 in una famiglia calvinista da Fryderyk Bachman, consulente legale del Comitato governativo per i ricavi e il Tesoro, e dalla casalinga Henriette. Ricevette un'istruzione domestica tipica delle donne del suo tempo, dedicandosi al pianoforte, al canto, al ballo e alla pittura. 
Si sposò per la prima volta a 18 anni con il proprietario terriero Feliks Staszewski, tuttavia il matrimonio non fu duraturo a causa dei continui tradimenti di suo marito e dell'insostenibile vita di provincia. Qualche anno dopo sposò l'ingegnere Stanisław Ćwierczakiewicz, con il quale adottò una figlia.
Sin da piccola maturò la passione per la cucina, in una società in cui la divulgazione e la professione di tale attività erano relegate solo ai cuochi e alla servitù. Era contraria alla comune convinzione secondo cui la buona cucina dovesse essere costosa e sontuosa, prediligendo piuttosto la qualità e la freschezza dei prodotti.
Nel 1858 pubblicò Jedyne praktyczne przepisy wszelkich zapasów spiżarnianych oraz pieczenia ciast (Le uniche ricette pratiche per tutte le forniture per dispensa e torte da forno), un ricettario basato su personali esperienze. Nel 1860 pubblicò a sue spese 365 obiadów za pięć złotych (365 cene per 5 zloty), che le valse il titolo di chef nazionale portandola alla consacrazione.
Con il suo operato contribuì a formare la cucina nazionale polacca, molti dei cui piatti permangono tuttora.
Nel 1865 iniziò a lavorare con la rivista femminile "Bluszcz", curando una rubrica in cui dispensava i consigli più disparati sull'agricoltura, sulla cucina e sui piccoli problemi domestici. Scrisse inoltre numerosi articoli sull'igiene e sulle innovazioni tecniche.
Inaugurò a Varsavia un salotto letterario a cui partecipavano scrittori, giornalisti e personalità di spicco della società intellettuale polacca, coinvolgendo attività patriottiche femminili e aiutando le donne più povere.
Morì nel 1901 dopo aver contratto la tubercolosi.